# Wettstein János (diplomata)
Wettstein János, westersheimbi (Budapest, 1887. június 20. –  Locarno, Svájc, 1972. október 21.) magyar diplomata, követ.

## Életútja

### Családja, ifjúkora
A régi Svájcból származó westersheimbi Wettstein család sarja, melynek katolikus ága vándorolt a Habsburg-ház által uralt területekre, majd érdemeik révén kaptak birtokot Magyarországon a 16. században. Apja Wettstein Gyula kúriai bíró, anyja Wettstein Vilma. Középiskolai tanulmányait a II. Kerületi Királyi Egyetemi Katolikus Főgimnáziumban végezte, ahol 1905-ben érettségizett. Utána egyéves önkéntes katonai szolgálatot teljesített a cs. és kir. 8. huszárezrednél.
Egyetemi tanulmányait Budapesten (1907–1912), Berlinben, Párizsban és Oxfordban (1908–1909) végezte. 1910-ben a Budapesti Tudományegyetemen szerezte meg a politikai tudományok doktora címet, majd 1912-ben a jogi doktorátust. Az előírt közigazgatási gyakorlatot Pest-Pilis-Solt-Kiskun vármegye aljegyzőjeként végezte el, majd 1912-ben felvételt nyert a közös Osztrák–Magyar külügyminisztériumba, a bécsi Ballhausplatzra, ahol 1913-ban tette le a diplomata vizsgát, és udvari minisztériumi fogalmazó lett.

### Pályafutása
1914-ben néhány hónapig kisegítő szolgálatot végzett Albánia akkori fővárosában, Durrësben a Monarchia követségén.
A világháború kitörése után parancsőrtiszt a cs. és kir. 2. hadseregparancsnokságnál mint tart. főhadnagy. Több helyszínen is frontszolgálatot teljesített, 1914. decemberében megsebesült a keleti fronton. 1915-ben a Császári és Királyi 4. Huszárezredhez rendelték. Számos kitüntetést nyert. 1917-ben felmentették a hadiszolgálat alól és századosként leszerelték. Visszakerült a Külügyminisztériumba segédtitkári, majd titkári beosztásban.
1918-ban, a Monarchia összeomlása után – felmentve hivatali esküje alól – belépett a magyar diplomáciai szolgálatba. A magyarországi Tanácsköztársaság idején elbocsátották, annak bukása után I. osztályú követségi titkárként került vissza. 1920-ban a magyar békedelegáció helyettes főtitkára volt, mely beosztásban ő vezette a béketárgyalások "politikai naplóját".
A trianoni békekötés után követségi tanácsosi kinevezést nyert a m. kir. párizsi követségre. 1921-ben a hágai követség ügyvivője lett, majd 1923-ban a miniszter kabinetfőnöke volt a külügyminisztériumban. 1925 és 1933 között a berlini követség tanácsosa, majd 1933-tól 1939-ig a prágai követség vezetője lett, rendkívüli követ és meghatalmazott miniszteri rangban. Az utolsó fél évben a német megszállás miatt a követség főkonzulátusként működött. 1933-ban házasságot kötött báró Kászoni Bornemisza Margittal. 1939-től 1943-ig a berni követséget vezette.

### Nyugállomány és emigráció
1943. december 31-re nyugdíjazták. 1943 őszén ugyanis Ghyczy Jenő külügyminiszter kérésére lemondott, mivel Kállay Miklós miniszterelnök már korábban báró Bakách-Bessenyey Györgyöt szemelte ki utódjául, kimondottan az amerikaiak képviselőivel a svájci fővárosban folytatandó titkos tárgyalások céljából. Wettstein ekkor nyugdíjazását kérte, és feleségével a Ticino kantonban fekvő Asconában telepedett le.
Wettstein János emlékiratokat nem írt, de a politikáról és a diplomáciáról vallott nézeteit egy, a korábban papírra vetett írásait és fejtegetéseit tartalmazó kötetben foglalta össze.
Tevékenyen részt vett a svájci magyar életben, rendszeresen átjárt Locarnoba, ahol élénk magyar kulturális és hitélet zajlott. Felesége Bornemisza Margit 1971-ben hunyt el.
1972. október 21-én halt meg Locarnóban. Asconában temették el, felesége mellé. Hamvaikat 2018-ban a család hazahozatta a galgamácsai családi sírboltba.

## A „Wettstein-napló”
Wettstein János diplomáciai karrierjének egyik legmaradandóbb emléke az a hivatalos napló, melyet a párizsi békedelegáció főtitkárhelyetteseként vezetett a béketárgyalások idején, 1920. január 7-től egészen a békeszerződés június 4-i aláírásáig. A napló tartalmának egyes részletei már 1920-22-ben magyarul, franciául és angolul is megjelentek. Csáky István diplomata – maga is a magyar delegáció tagja, későbbi külügyminiszter – ezen alapuló, 1939-ben angolul közreadott naplója Csáky-napló néven a történészek előtt ismert volt, viszont a Wettstein János által vezetett hivatalos naplóból pusztán a család birtokában maradt meg egy példány, melyet Zeidler Miklós történész jegyzetekkel, magyarázatokkal kiegészítve 2017-ben kiadott.  A Csáky- és a Wettstein-napló egymást részben átfedi, részben pedig kiegészíti.

## A Kállay-féle aranyalap
Már nyugdíjazása után Wettstein Jánost kényes diplomáciai megbízatásra kérte fel Kállay miniszterelnök 1944. februárjában: egyike lett annak a három Svájcban tartózkodó magyar diplomatának – Bakách-Bessenyey György akkori berni követ és Vladár Ervin genfi főkonzul mellett – akiket egy Zürichben letétbe helyezett aranyalap személyes kezelésével bízott meg Kállay Miklós. Az alap az ország megszállása esetére kívánta egy külföldön létrejött nemzeti képviselet céljait szolgálni. Miután a röviddel a megbízás kézhezvétele után bekövetkező német megszállás miatt a kezeléssel kapcsolatos értelmezési kérdéseket már nem sikerült tisztázni, a felfogásbeli különbségek miatt Wettstein János megbízásának gyakorlásától egyoldalúan visszavonult, mivel mandátumát jogszerűen már nem tudta kinek visszaadni. Ezzel kapcsolatos álláspontját utóbb, 1948-ban egy terjedelmes memorandumban rögzítette, melyet a magyar politikai emigráció több vezető személyiségének, többek között egykori megbízójának, Kállay Miklósnak is megküldött. A memorandum szövegének egy gépelt, szószerinti változata Horthy Miklóshoz is eljutott. A Wettstein János személyes hagyatékában fennmaradt, az alap keletkezéstörténetével kapcsolatos dokumentumokat Joó András történész tette közzé.